# B–36-baleset 1950-ben Brit Columbiában
Egy B–36 Peacemaker bombázó 1950. február 13-án szállt fel az alaszkai Eielson légibázisról, hogy fedélzetén egy Mark-4 nukleáris bombával átrepüljön a texasi Carswell bázisra, miközben harci bevetést gyakorol a személyzet. A bombából a plutóniummagot eltávolították, csak a szegényített uránt tartalmazó köpenyt és mintegy két tonna hagyományos robbanóanyagot hagytak benne.
Utólagos vizsgálatok szerint repülés közben az üzemanyagkeverék-szabályzókban lerakodó jég miatt három hajtómű kigyulladt, ezeket a pilóták leállították, a három maradék viszont csak csökkentett teljesítmény leadására volt képes. Amikor az időjárási helyzet nagyon rosszra fordult, a személyzet a gép elhagyása mellett döntött.
Először a bombát oldották ki még a tenger fölött, majd egy közeli sziget partjainál ejtőernyőkkel a legénység is elhagyta a fedélzetet. A 17 fős legénységből 12 embert sikerült kimenteni a fagyos körülmények között. A B–36 360 kilométerre, Brit Columbia északi részéig vergődött el, a nyílt tenger felé irányított robotpilótával.
Csak három évvel a baleset után találták meg a roncsait a Skeena-hegységben, 1800 méter magasan. A bombának napjainkig nem akadtak a nyomára – jó eséllyel valószínűleg ezt a robbanószerkezetet találta meg 2016-ban búvárkodás közben Sean Smyrichinsky.